# Loka (stacja kolejowa)
Loka – stacja kolejowa w miejscowości Loka pri Zidanem Mostu, w regionie Dolna Kraina, w Słowenii. 
Stacja jest zarządzana przez SŽ-Infrastruktura.

## Linie kolejowe
- Dobova – Lublana